# Johnny Manziel
Johnathan Paul Manziel (Tyler, Texas, 6 de diciembre de 1992), más conocido como Johnny Manziel o Johnny Football, es un exjugador de fútbol americano estadounidense que actuaba en la posición de quarterback. Pese a destacarse en el nivel universitario, sólo jugó dos temporadas en la NFL, perjudicando su continuidad en la liga debido a sus problemas disciplinarios. Posteriormente jugó en la CFL y en ligas menores estadounidenses. 

## Trayectoria

### Universidad
Manziel practicó deportes desde niño. Se destacó en fútbol americano, baloncesto, béisbol y golf, pero, al ingresar a la Tivy High School en Kerrville, Texas, se enfocó solamente en el fútbol americano y béisbol. Aunque periodistas deportivos, entrenadores y padres, le compararon con quarterbacks como Brett Favre, Michael Vick y Drew Brees, lo cierto es que fue considerado mayormente como un recluta de tres estrellas. 
En 2011 fue becado por la Universidad de Texas A&M para estudiar allí y jugar fútbol americano con los Aggies en la División I de la NCAA. Al ingresar en la institución, Manziel no jugó por un año tras solicitar su inclusión en la lista de redshirts.
Su temporada como freshman fue brillante, siendo al final de la misma galardonado con el Trofeo Heisman, el Premio Manning y el Premio Davey O'Brien. En su temporada como sophomore, sin embargo, no jugó en tan alto nivel y recibió una sanción por cobrar dinero para firmar autógrafos, algo que iba en contra del estatuto de amateurismo que existía en esa época en el contexto del deporte universitario.
Durante sus tres años en la universidad, Manziel contempló la idea de incorporarse al equipo de béisbol de Texas A&M, sin embargo ello jamás se concretó. 

### Drafts

#### Béisbol
Manziel fue seleccionado por los San Diego Padres en la vigesimoctava ronda (puesto 837) del draft de 2014 como shortstop.

#### Fútbol americano
Manziel fue seleccionado por los Cleveland Browns en la primera ronda (puesto 22) del draft de 2014.

### Profesionalismo
Con los Browns, Manziel jugó 14 partidos en los que consiguió 147 pases completos de 258 intentos para 1,675 yardas, 7 touchdowns y 7 intercepciones. Se convirtió en agente libre tras la finalización de la temporada 2015.
A lo largo de 2016 tuvo que afrontar una demanda por violencia doméstica de su expareja Colleen Crowley y una suspensión por consumo de drogas ilegales de la NFL, lo que derivó en su marginación de la liga de fútbol americano más importante del mundo.
Luego de dos temporadas de inactividad, volvió a la cancha como jugador del equipo South de The Spring League, un torneo de exhibición que servía de vitrina para agentes libres. Gracias a ello volvió a jugar profesionalmente en la CFL durante la temporada 2018 para los equipos de Hamilton Tiger-Cats y Montreal Alouettes. Sin embargo no pudo regresar a la liga durante la temporada siguiente, ya que había incumplido las cláusulas de su contrato que le exigían que se realizase controles médicos y psicológicos permanentes.
En marzo de 2019 firmó un contrato con la Alliance of American Football con la intención de jugar para los San Antonio Commanders, pero terminó incorporado al Memphis Express. De todos modos sólo disputó 2 partidos antes de que la AAF fuese definitivamente suspendida.
Sus últimas dos temporadas como profesional fue jugando para los Zappers, un equipo del Fan Controlled Football.

## Récords

### Cleveland Browns
- Quarterback con más yardas de carrera conseguidas en un partido: 108 yardas (vs. Kansas City Chiefs)[14]